# Zahulíme, uvidíme
Zahulíme, uvidíme (orig. Harold & Kumar Go to White Castle nebo také Harold & Kumar Get the Munchies) je americká komedie z roku 2004 režiséra Dannyho Leinera. Scénář k filmu napsali Jon Hurwitz a Hayden Schlossberg. Příběh sleduje Harolda Leeho (John Cho) a Kumara Patela (Kal Penn) při jejich cestě do řetězce rychlého občerstvení White Castle.
Ve filmu dále hrají Fred Willard, Paula Garcés, Anthony Anderson, Dan Bochart, Ethan Embry, Jamie Kennedy, Bobby Lee, Christopher Meloni, Ryan Reynolds, Shaun Majumder, David Krumholtz, Eddie Kaye Thomas, Malin Åkerman a Neil Patrick Harris, který hraje sám sebe ve fiktivní verzi.

## Děj
Investiční bankéř Harold Lee je přesvědčen svými kolegy Billym a JD, aby za ně udělal jejich práci. Mezitím jeho kamarád Kumar Patel navštěvuje zdravotní školu kvůli pohovoru, který mu zařídil jeho otec, ale úmyslně se ukáže ve špatném světle, aby ho nemohli přijmout. Když Harold přichází domů, setkává se se svou sousedkou Marií, které není schopen přiznat, že k ní něco cítí. Doma s Kumarem po kouření marihuany uvidí reklamu na hamburgery z White Castlu a rozhodnou se jimi uspokojit svůj hlad. Když však dojedou na místo nejbližšího White Castlu, zjistí, že byl nahrazen "Burger Shackem", ale jsou informováni, že další White Castle je v Cherry Hillu.
Když začne být Kumar střízlivý, navrhne zastavit se v Princetonské univerzitě a koupit tam marihuanu. Kumar koupí marihuanu od studenta jménem Bradley a Harold mezitím čelí otázkám korejských studentů. Po dokouření marihuany jsou oba objeveni strážcem objektu a nuceni prchnout. Zatímco strážci honí dvojici, objeví u Bradleyho pytel marihuany a zatknou ho. Harold a Kumar poté pokračují ve své cestě. Když si Kumar potřebuje odskočit, nechá otevřené dveře, což způsobí, že se do auta dostane mýval a kousne Harolda do krku, ten přesvědčí Kumara, aby ho odvezl do nemocnice, kde pracuje jeho otec a bratr. Kumar jim ukradne ID odznaky, aby mohl získat lékařskou marihuanu, ale ostatní si ho spletou s jeho bratrem a on je i s Haroldem nucen operovat. Poté se od pacienta dozví, jak se dostat do White Castlu a oba opět pokračují v cestě.
Na silnici Kumar uvidí Marii a rozhodne se získat její pozornost, aby si s ní Harold promluvil, jenže Harold zpanikaří a šlápne na plyn, což způsobí, že auto skončí v příkopě. Dvojici poté zachrání Randy, těžce znetvořený řidič odtahového auta, kterého všichni přezdívají "hnusák". Vezme je k sobě domů, aby jim mohl jejich auto opravit a řekne jim, že mohou pomilovat jeho ženu. Hnusákova žena dává Haroldovi a Kumarovi nemravné návrhy a když jim pak hnusák navrhne skupinový sex, dají se oba dva na útěk. Po cestě narazí na stopaře a Kumar se mu rozhodne zastavit. Stopař je Neil Patrick Harris, který je zfetovaný extází. Když Kumar zastaví u benzínové pumpy a jdou s Haroldem něco koupit, Harris jim s autem ujede. Harold poté v návalu vzteku omylem praští rasistického policistu a je zatčen.
Ve vězení Harold vidí Bradleyho, kterému je zabaven pytel marihuany a on je poté propuštěn.
Kumar zavolá policii, že je v parku přestřelka a poté se vloupá na stanici, aby mohl osvobodit Harolda. Když se policie vrátí, Harold a Kumar utečou, přičemž seberou Bredleyho pytel marihuany. Dvojice poté potká uniklého geparda, kterého zkouří, aby na něm mohli jezdit. Harold a Kumar najdou restauraci s hot dogy, kde uvidí svoje sousedy Goldsteina s Rosenbergem, kteří šťastně jí párky v rohlíku. Harold se rozhodne, že chce také zažít pocit uspokojení z dosažení svého cíle. Po setkání se skupinou pankerů, která dvojici pravidelně obtěžuje, ukradnou jejich vůz. Poté je začne kvůli překročení rychlosti pronásledovat policista, kterému se sice vyhnou, ale dojedou k okraji útesu. Pod útesem uvidí White Castle a pomocí rogala se k němu snesou. Poté si jde dvojice rychle objednat hamburgery, ale zjišťují, že nemají peníze. V tom se objeví Harris a nabídne jim peníze jako omluvu za svoje činy a taky na opravu Haroldova auta.
Kumar si nakonec uvědomí, že chce být lékařem, ale bojí se stereotypu indických doktorů. Harold si najednou všimne svých spolupracovníků se dvěma ženami a začne jim nadávat, protože řekli, že v noci budou s klienty. Když se vrátí domů, setkává se s Marií, které vyzná lásku a začne se s ní líbat. Marie poté Haroldovi řekne, že odjíždí do Amsterodamu a že se uvidí, až se vrátí. Kumar Harolda přesvědčí, aby jeli také do Amsterodamu, protože je tam legální marihuana.

## Obsazení
| John Cho            | Harold Lee                |
| Kal Penn            | Kumar Patel               |
| Neil Patrick Harris | sám sebe                  |
| David Krumholtz     | Goldstein                 |
| Eddie Kaye Thomas   | Rosenberg                 |
| Paula Garcés        | Marie                     |
| Siu Ta              | Cindy Kim                 |
| Steve Braun         | Cole                      |
| Bobby Lee           | Kenneth Park              |
| Dov Tiefenbach      | Bradley                   |
| Kate Kelton         | Christy                   |
| Brooke D'Orsay      | Clarissa                  |
| Errol Sitahal       | Dr. Patel                 |
| Shaun Majumder      | Saikat Patel              |
| Ryan Reynolds       | ošetřovatel               |
| Christopher Meloni  | Randy alias hnusák        |
| Malin Åkerman       | Liane, hnusákova žena     |
| Ethan Embry         | Billy Carver              |
| Robert Tinkler      | JD                        |
| Fred Willard        | Dr. Willoughby            |
| Anthony Anderson    | pracovník v Burger Shacku |
| Angelo Tsarouchas   | muž v autě                |
| Boyd Banks          | pacient                   |
| Albert Howell       | ostraha                   |

## České znění
Harold Lee – Jan Maxián

Kumar Patel – Filip Švarc

Neil Patrick Harris – Tomáš Borůvka

Goldstein – Radek Hoppe

Rosenberg – Petr Burian

Marie – Nikola Votočková

Cindy Kimová – Jolana Smyčková

Cole – Jan Kalous

Kenneth Park – Jan Kalous

Randy alias hnusák – Pavel Šrom

Liane, hnusákova žena – Jolana Smyčková

Dr. Willoughby – Jiří Prager

a další

## Zajímavosti
- V místě natáčení se nenacházela žádná budova White Castle a tak musela být jedna přivezena.
- Herec Kal Penn (Kumar) je vegetarián, proto mu štáb musel vyrobit vegetariánské hamburgery.
- Proslýchá se, že Neil Patrick Harris získal roli Barneyho Stinsona v úspěšném sitcomu Jak jsem poznal vaši matku díky svému výkonu v tomto filmu.
- Jako poděkování za bezplatnou inzerci ve filmu, používala společnost White Castle sběratelskou edici šálků s potiskem Harolda a Kumara. Bylo to poprvé, kdy se film nepřístupný do 17 let, bez doprovodu rodičů, dostal na obaly s jídlem.[2]

## Soundtrack
Oficiální soundtrack k filmu byl pod názvem Harold & Kumar Go to White Castle: Original Soundtrack vydán 27. července 2004. Obsahuje 16 písní, které zazněly ve filmu.

### Seznam skladeb
1. "Chick Magnet" – (MxPx)
2. "One Good Spliff" – (Ziggy Marley feat. The Melody Makers)
3. "Yeah (Dream of Me)" – (All Too Much)
4. "Righteous Dub" – (Long Beach Dub All Stars)
5. "Shunk One" – (Kottonmouth Kings)
6. "Same Old Song" – (Phunk Junkeez)
7. "White Castle Blues" – (The Smithereens)
8. "Crazy On You" – (Heart)
9. "Cameltoe" – (Fannypack)
10. "Kinda High, Kinda Drunk" – (Coolio)
11. "Mary Jane" – (Rick James)
12. "I Wanna Get Next to You" – (Rose Royce)
13. "Hold On" – (Wilson Phillips)
14. "Ridin'" – (klasika a 86)
15. "5ves" – (Heiruspecs)
16. "Total Eclipse of the Heart" – (Nicki French)

Písně, které zazněly ve filmu, ale nebyly vydány na oficiálním soundtracku:
1. "Also Sprach Zarathustra" – (David Kitay)
2. "Baby Baby" – (Amy Grant)
3. "Ballin' Boy" – (No Good)
4. "Click Click Pow" – (Lexicon) (Skutečný název písně je "It's the L")
5. "Dance of the Warrior" – (Zion I)
6. "Fall In Line" – (Phunk Junkeez)
7. "Faraway" – (Dara Schindler)
8. "Gangsta Gangsta" – (J. O'Neal feat. D. Black)
9. "Girl From Ypsilanti" – (Daniel May)
10. "Let's Get Retarded" – (Black Eyed Peas) (tato písně je neupravená verze hitu "Let's Get It Started")
11. "Looney" – (Moonshine Bandits)
12. "Mariachi Speier" – (Eric Speier)
13. "On the Ganges" – (Matt Hirt)
14. "Rock to the Rhythm" – (Lexicon) (Skutečný název písně je "Rock")
15. "Rock Your Body 2004" – (Stagga Lee)
16. "Ooh Wee"- (Mark Ronson)

## Pokračování

### Filmy ze série
- Zahulíme, uvidíme 2 (2008)
- Zahulíme, uvidíme 3 (2011)

### Ostatní
- Harold & Kumar Go to Amsterdam – krátkometrážní film (2008)